# Бой у мыса Спартивенто
Бой у мыса Спартивенто (англ. Battle of Cape Spartivento) или Бой у мыса Теулада (итал. Battaglia di Capo Teulada) — морское сражение во время Второй мировой войны между итальянским и британским флотами, произошедшее 27 ноября 1940 года в Средиземном море. Ни одна из сторон не понесла серьёзного урона, но итальянцам пришлось отказаться от нападения на конвой британских транспортов.

## Стратегическая ситуация
Итальянцы держали свои основные силы в гавани Таранто, надеясь, что само их присутствие будет мешать прохождению британских конвоев. В ночь на 11 ноября 1940 года британцы совершили дерзкую воздушную атаку на гавань и вывели из строя половину итальянских линкоров.
Операции британской авиации в Средиземноморье существенно опирались на Мальту. Для снабжения гарнизона острова англичане снарядили конвой под усиленной охраной Группы H из Гибралтара и Группы D (Force D) из Александрии (Операция «Collar»). Конвой был обнаружен итальянской разведкой, и флот вышел на перехват.

## Силы сторон
Итальянский флот
- Адм. Анджело Якино
  - 6 тяжёлых крейсеров : Bolzano, Fiume, Gorizia, Pola, Trieste (слегка повреждён), Trento .
  - 7 эсминцев : Ascari, Carabiniere (повреждён), Oriani, Alfieri, Carducci, Gioberti
- Адм. Иниго Кампиони
  - 2 линкора : Vittorio Veneto, Giulio Cesare
  - 7 эсминцев: Alpino, Bersagliere, Fuciliere, Granatiere, Dardo, Freccia, Saetta

Британский флот
- Адм. Ланселот Холланд
  - 1 тяжёлый крейсер: Berwick (повреждён)
  - 4 лёгких крейсера : Manchester (слегка повреждён), Newcastle, Sheffield, Southampton
- Адм. сэр Джеймс Сомервилл
  - 1 линкор: Ramillies
  - 1 линейный крейсер: Renown
  - 9 эсминцев: Encounter, Faulknor, Firedrake, Forester, Fury, Gallant, Greyhound, Griffin, Hereward
- Не вступили в бой
  - Авианосец: Ark Royal (12 истребителей, 12 пикирующих бомбардировщиков, 30 торпедоносцев)
  - 2 эсминца: Jaguar, Kelvin
- конвой и сопровождение
  - 1 крейсер ПВО: Coventry
  - 1 лёгкий крейсер: Despatch
  - 3 эсминца: Duncan, Hotspur, Wishart
  - 4 корвета: Gloxinia, Hyacinth, Peony, Salvia
  - 4 быстроходных транспорта, в том числе: Clan Forbes, Clan Fraser, New Zealand Star

## Ход боя
Англичане, имея сведения Ультра о передвижениях итальянского флота, двинулись на защиту конвоя, флоты противников начали сближение. 27 ноября в 9:45 разведывательный гидросамолёт IMAM Ro.43 с тяжёлого крейсера «Больцано» обнаружил британскую эскадру .
Вскоре после этого, в 9:56, командующий группой H адмирал Сомервилл получил доклад самолёта-разведчика с авианосца «Арк Ройял» о приближении пяти крейсеров и пяти эсминцев и предположил, что это основные итальянские силы. Группа D из Александрии ещё не подошла и англичане были в меньшинстве. Но через 15 минут поступила информация о приближении группы D и ситуация в корне изменилась. Силы сторон были примерно равны. Однако итальянский адмирал Иниго Кампиони имел приказ вступать в бой только при явном преимуществе.
Сомервилл разделил свои корабли на две части: пять крейсеров под командованием контр-адмирала Ланселота Холланда впереди и два линкора и семь эсминцев во второй группе. Дальше к югу авианосец «Арк Ройял» готовился к запуску торпедоносцев Fairey Swordfish. Итальянцы разделили свои силы на три группы: впереди шли две группы из шести тяжёлых крейсеров и семи эсминцев, третья — из двух линкоров и семи эсминцев сопровождения — несколько позади. В 12:07 Кампиони, получив доклад с гидросамолёта, понял, что силы равны, и приказал крейсерам уйти под защиту линкоров. Однако к этому моменту группа крейсеров уже вступила в бой.
В 12:22 крейсер «Фиуме» открыл огонь с дистанции 23 км. По мере сокращения дальности стала сказываться превосходящая огневая мощь итальянских тяжёлых крейсеров. Прибытие британского линкора «Рэмиллис» выровняло шансы, но хода линкора не хватало для удержания в строю крейсеров, и в 12:26 после нескольких залпов он выбыл из боя. Через четыре минуты вице-адмирал Анджело Якино, командующий итальянской крейсерской группой, получил приказ о выходе из боя. Якино приказал увеличить скорость до 30 узлов, поставил дымовую завесу и начал отход.
В это время итальянский эсминец «Ланчере» был поражён залпом с лёгкого крейсера «Манчестер» и серьёзно пострадал; после боя его все же удалось отбуксировать в порт. В 12:22 британский тяжёлый крейсер «Бервик» получил проникающее попадание 203-мм снаряда в башню «Y»; было убито семь человек, ранено девять и возник пожар. В 12:35 второе попадание в электрощит прекратило питание кормовой части корабля, включая кормовую башню.
Залп линейного крейсера «Ринаун» накрыл крейсер «Триесте» осколками. В 13:00 линкор «Витторио Венето» открыл огонь с дистанции 27 км, сделав 19 выстрелов в семи залпах по британским крейсерам. Опасаясь попаданий, «Бервик» и «Манчестер» отошли на юго-восток под защиту «Ринауна», при этом «Манчестер» получил осколочные попадания. В общей сложности бой длился 54 минуты; ни одна из сторон не понесла значительного урона.

## Последствия
Итальянский адмирал Кампиони упустил шанс нанести британцам решительное поражение, поэтому Бенито Муссолини не был удовлетворен исходом сражения и в качестве реакции решил «торпедировать» адмирала Каваньяри, поставив на его место во главе генерального штаба адмирала Артуро Риккарди.. В свою очередь, после боя у Спартивенто У. Черчилль хотел заменить Сомервилла, так как со времени атаки на Мерс-эль-Кебир считал, что тот недостаточно агрессивен для адмирала, так как он возражал против нападения на французов. Однако в защиту последнего высказались несколько адмиралов, и комиссия по расследованию реабилитировала Сомервилла.

## Комментарии
1. ↑  Кормовая двух-орудийная башня ГК
2. ↑  «Тяжёлые» крейсера типа «Кент» были предназначены для охраны коммуникаций от рейдеров и лёгких крейсеров, их бронирование было рассчитано на защиту лишь от 76-мм орудий. Итальянские же тяжёлые крейсера типа «Тренто» имели орудия ГК калибра 203 мм.
3. ↑  Имел артиллерию ГК 15" (381 мм), итальянские же тяжёлые крейсера — лишь 8" (203 мм); вес снаряда — 700 кг и 100 кг, соответственно.